# Res dig upp
Res dig upp är ett album av det svenska punkbandet Radioaktiva Räker. Det spelades in i slutet av 1995 och släpptes 1996 på skivbolaget Beat Butchers. Text och musik skrivet av Johan Anttila.

## Låtlista
1. "Vindar"
2. "Ensam vinner krig"
3. "Hjälten i drömmen"
4. "Tankar"
5. "År efter år"
6. "Garderobsmarodören"
7. "Häng dom högt"
8. "10.000 stenar"
9. "Tro"
10. "Förtryck"
11. "Taggar"
12. "Bergarn Persson"
13. "Res dig upp"